# Potameia micrantha
Potameia micrantha är en lagerväxtart som beskrevs av H. van der Werff. Potameia micrantha ingår i släktet Potameia och familjen lagerväxter. Inga underarter finns listade i Catalogue of Life.